# Eragon (boek)
Eragon is het eerste deel in de epische fantasyserie Het Erfgoed (Inheritance Cycle) van de Amerikaanse schrijver Christopher Paolini. Het werd in eerste instantie door Paolini's familiebedrijf uitgegeven, maar werd later door Carl Hiaasen opgepikt en door Alfred A. Knopf opnieuw gedrukt.
De serie was oorspronkelijk bedoeld als een trilogie, maar in oktober 2007 maakte Paolini bekend dat hij een vierde boek aan de reeks zou toevoegen vanwege de complexe verhaallijnen en personages. De serie vertelt het verhaal van Eragon en zijn draak Saphira die de duistere koning Galbatorix moeten zien te verslaan om het fictieve continent Alagaesia van de ondergang te redden. Eragon blijkt uiteindelijk een van de laatste mysterieuze Drakenrijders te zijn.

## Samenvatting van het boek
Eragon woont samen met zijn oom Garrow en neef Roran op een boerderij vlak bij het dorp Carvahall in de Palancarvallei. Eragon houdt ervan in Het Schild, het gebergte, te gaan jagen en rond te zwerven. De bewoners van Carvahall verklaren hem voor gek: er zijn maar weinigen die erheen durven te gaan en nog minder keren er weer levend uit terug. Bovendien gebeuren er volgens hen altijd vreemde en gevaarlijke dingen. Eragon heeft daar nog nooit last van gehad. Op een dag is hij op jacht en heeft een gewond hert op het oog om te doden en hij maakt zich klaar om het hert neer te schieten. Dan vindt er vlakbij een explosie plaats en wordt hij door de kracht van deze explosie naar achter gesmeten. Eenmaal overeind gekomen, loopt hij naar de plek waar de ontploffing plaatsvond. In de krater die geslagen is, vindt hij een blauwe steen die hij mee naar huis neemt. Na een tijdje geeft de steen zijn geheim prijs en breekt open. Het was een drakenei. Eragon besluit de draak in het geheim groot te brengen. Eragon noemt haar Saphira. Op een dag verschijnen er vreemde, kwade wezens in Carvahall, de Ra'zac. Ze zijn op zoek naar de draak en Eragon. Als ze erachter komen waar Eragon woont blazen ze zijn huis op en daarbij raakt Garrow ernstig gewond en sterft aan zijn verwondingen.
Brom, de verhalenverteller van het dorp, verbaast Eragon, omdat hij op de hoogte is van de draak. Samen trekken ze eropuit, op jacht naar de Ra'zac om de dood van zijn oom te wreken. Hij krijgt een opleiding van Brom, leert zwaardvechten en met magie om te gaan. Ze komen in verschillende plaatsen in hun jacht naar de Ra'zac. Op een gegeven moment zijn ze het spoor kwijt, maar vinden ze wel een fles met speciale olie. Ze besluiten naar de havenstad Teirm te gaan om er achter te komen wie deze olie geïmporteerd heeft. Op deze manier komen ze achter de schuilplaats van de Ra'zac.
Ze blijken bij de Helgrind bij Dras Leona te zitten. Eragon heeft tijdens de reis vaak visioenen van een onbekende vrouw in nood, een prachtige vrouw. Als Eragon eenmaal in Dras Leona zit, komt hij de Ra'zac tegen in de stadskathedraal. Hij weet hen te ontvluchten, maar moet halsoverkop met Brom de stad verlaten. Dezelfde avond lopen ze echter in een hinderlaag. Brom wordt vermoord door de Ra'zac, maar Eragon wordt op het laatste moment gered door een jongeman, Murtagh. Murtagh vertelt dat hij ook op jacht naar Ra'zac is en besluit verder te reizen met Eragon. Samen reizen ze naar de stad Gilead. In Gilead woont een man die hen de weg naar de rebellen, de Varden, kan wijzen.
Bij Gilead wordt Eragon gevangengenomen. In de gevangenis ziet hij de vrouw uit zijn dromen, een Elf. Hij weet, mede door de hulp van Murtagh, te ontsnappen en neemt de Elf met zich mee. De Elf is zwaargewond, waardoor Eragon contact besluit te maken met de gedachten van de Elf. Zo komt hij te weten wat ze heeft meegemaakt en dat ze zo snel mogelijk een bepaald medicijn nodig heeft. Ze moet naar de schuilplaats van de Varden.
De Varden verblijven in Farthen Dûr, bij de Dwergen. De Elf, die Arya heet, heeft Eragon beelden gestuurd waarin hij kan zien waar deze schuilplaats zich bevindt. Met zijn vieren reizen ze zo snel als ze kunnen, opgejaagd door een leger uit Gilead, naar het Beorgebergte, waar Farthen Dûr zich bevindt. Murtagh wil echter liever niet naar de Varden, en Eragon begrijpt lange tijd niet waarom. Hij vertelt dat hij de zoon is van Morzan, een van de Rijders die Galbatorix geholpen heeft de  andere Rijders te vermoorden.
Ze hebben echter geen keus; ze worden achtervolgd door het leger, bestaande uit Urgals en Kull. Ze zetten door en komen na veel hindernissen bij de Varden terecht, waar hij de leider van de Varden, Ajihad, ontmoet. Eragon heeft door rechtstreeks naar de Varden te reizen de schuilplaats van de rebellen laten zien. Het koningsleger valt Farthen Dûr aan, onder leiding van een schim, genaamd Durza. Als de Varden op het punt staat te verliezen, komen Saphira en Arya te hulp. Ze verwarren de Schim door het stersaffier van de Dwergen te breken. Zo kan Eragon met een laatste krachtinspanning Durza toch doden. Durza verwond Eragon echter voordat hij er niet meer is. Hier houdt Eragon een lange rugsnee aan over.